# Liste der Nummer-eins-Hits in Irland (2025)
Dies ist eine Liste der Nummer-eins-Hits in Irland im Jahr 2025. Sie basiert auf den offiziellen Top 100 der irischen Single- und Albumcharts, die im Auftrag der Irish Recorded Music Association (IRMA) erstellt werden.

## Singles
| ← 2024 ← | Liste der Nummer-eins-Hits in Irland | Liste der Nummer-eins-Hits in Irland | Liste der Nummer-eins-Hits in Irland                                                                         |                           |
| \| Zeitraum \| Wo. ges. \| Interpret \| Titel Autor(en) \| Zusätzliche Informationen \| \| (Zeitraum, Wochen auf Platz eins, Interpret, Titel, Autor[en], zusätzliche Informationen) \| \| \| \| \| \| ----------------------------------------------------------------------------------------- \| -------- \| ----------------- \| ------------------------------------------------------------------------------------------------------------ \| ------------------------- \| \| 27. Dezember 2024 – 2. Januar 2025 1 Woche (insgesamt 2) \| 2 \| Wham! \| Last Christmas George Michael \| – \| \| 3. Januar 2025 – 30. Januar 2025 4 Wochen (insgesamt 13) \| 13 \| Gracie Abrams \| That’s So True Gracie Madigan Abrams, Audrey Hobert \| – \| \| 31. Januar 2025 – 20. Februar 2025 3 Wochen (insgesamt 4) \| 4 \| Lola Young \| Messy Lola Emily Mary Young, Conor Luke Dickinson \| – \| \| 21. Februar 2025 – 27. Februar 2025 1 Woche \| 1 \| Kendrick Lamar \| Not Like Us Raymond Charles Robinson, Sean Aaron Momberger, Kendrick Lamar Duckworth, Dijon Isaiah McFarlane \| – \| \| 28. Februar 2025 – 6. März 2025 1 Woche (insgesamt 4) \| 4 \| Lola Young \| Messy Lola Emily Mary Young, Conor Luke Dickinson \| – \| \| 7. März 2025 – 20. März 2025 2 Wochen (insgesamt 13) \| 13 \| Gracie Abrams \| That’s So True Gracie Madigan Abrams, Audrey Hobert \| – \| \| 21. März 2025 – 1. Mai 2025 6 Wochen \| 6 \| Alex Warren \| Ordinary Alexander Warren Hughes, Adam Yaron, Caleb Shapiro, Margaret Elizabeth Chapman \| – \| \| 2. Mai 2025 – 15. Mai 2025 2 Wochen (insgesamt 6) \| 6 \| Kingfishr \| Killeagh Eoin Gerard Fitzgibbon, Edmond Thomas Keogh, Eoghan Patrick McGrath \| – \| \| 16. Mai 2025 – 12. Juni 2025 4 Wochen \| 4 \| Sombr \| Undressed Shane Michael Boose \| – \| \| 13. Juni 2025 – 26. Juni 2025 2 Wochen (insgesamt 5) \| 5 \| Sabrina Carpenter \| Manchild Amy Rose Allen, Jack Michael Antonoff, Sabrina Annlynn Carpenter \| – \| \| 27. Juni 2025 – 3. Juli 2025 1 Woche \| 1 \| Zach Bryan \| Nine Ball Zachary Lane Bryan \| – \| \| 4. Juli 2025 – 24. Juli 2025 3 Wochen (insgesamt 5) \| 5 \| Sabrina Carpenter \| Manchild Amy Rose Allen, Jack Michael Antonoff, Sabrina Annlynn Carpenter \| – \| \| 25. Juli 2025 – 21. August 2025 4 Wochen (insgesamt 6) \| 6 \| Kingfishr \| Killeagh Eoin Gerard Fitzgibbon, Edmond Thomas Keogh, Eoghan Patrick McGrath \| – \| |                                      |                                      | |                           |
| ← 2024 |                                      |                                      | |                           |
| Zeitraum | Wo. ges.                             | Interpret                            | Titel Autor(en)                                                                                              | Zusätzliche Informationen |
| (Zeitraum, Wochen auf Platz eins, Interpret, Titel, Autor[en], zusätzliche Informationen) |                                      |                                      | |                           |
| 27. Dezember 2024 – 2. Januar 2025 1 Woche (insgesamt 2) | 2                                    | Wham!                                | Last Christmas George Michael                                                                                | –                         |
| 3. Januar 2025 – 30. Januar 2025 4 Wochen (insgesamt 13) | 13                                   | Gracie Abrams                        | That’s So True Gracie Madigan Abrams, Audrey Hobert                                                          | –                         |
| 31. Januar 2025 – 20. Februar 2025 3 Wochen (insgesamt 4) | 4                                    | Lola Young                           | Messy Lola Emily Mary Young, Conor Luke Dickinson                                                            | –                         |
| 21. Februar 2025 – 27. Februar 2025 1 Woche | 1                                    | Kendrick Lamar                       | Not Like Us Raymond Charles Robinson, Sean Aaron Momberger, Kendrick Lamar Duckworth, Dijon Isaiah McFarlane | –                         |
| 28. Februar 2025 – 6. März 2025 1 Woche (insgesamt 4) | 4                                    | Lola Young                           | Messy Lola Emily Mary Young, Conor Luke Dickinson                                                            | –                         |
| 7. März 2025 – 20. März 2025 2 Wochen (insgesamt 13) | 13                                   | Gracie Abrams                        | That’s So True Gracie Madigan Abrams, Audrey Hobert                                                          | –                         |
| 21. März 2025 – 1. Mai 2025 6 Wochen | 6                                    | Alex Warren                          | Ordinary Alexander Warren Hughes, Adam Yaron, Caleb Shapiro, Margaret Elizabeth Chapman                      | –                         |
| 2. Mai 2025 – 15. Mai 2025 2 Wochen (insgesamt 6) | 6                                    | Kingfishr                            | Killeagh Eoin Gerard Fitzgibbon, Edmond Thomas Keogh, Eoghan Patrick McGrath                                 | –                         |
| 16. Mai 2025 – 12. Juni 2025 4 Wochen | 4                                    | Sombr                                | Undressed Shane Michael Boose                                                                                | –                         |
| 13. Juni 2025 – 26. Juni 2025 2 Wochen (insgesamt 5) | 5                                    | Sabrina Carpenter                    | Manchild Amy Rose Allen, Jack Michael Antonoff, Sabrina Annlynn Carpenter                                    | –                         |
| 27. Juni 2025 – 3. Juli 2025 1 Woche | 1                                    | Zach Bryan                           | Nine Ball Zachary Lane Bryan                                                                                 | –                         |
| 4. Juli 2025 – 24. Juli 2025 3 Wochen (insgesamt 5) | 5                                    | Sabrina Carpenter                    | Manchild Amy Rose Allen, Jack Michael Antonoff, Sabrina Annlynn Carpenter                                    | –                         |
| 25. Juli 2025 – 21. August 2025 4 Wochen (insgesamt 6) | 6                                    | Kingfishr                            | Killeagh Eoin Gerard Fitzgibbon, Edmond Thomas Keogh, Eoghan Patrick McGrath                                 | –                         |

## Alben
| ← 2024 ← | Liste der Nummer-eins-Hits in Irland | Liste der Nummer-eins-Hits in Irland | Liste der Nummer-eins-Hits in Irland            |                           |
| \| Zeitraum \| Wo. ges. \| Interpret \| Titel \| Zusätzliche Informationen \| \| (Zeitraum, Wochen auf Platz eins, Interpret, Titel, zusätzliche Informationen) \| \| \| \| \| \| ------------------------------------------------------------------------------ \| -------- \| ----------------- \| ----------------------------------------------- \| ------------------------- \| \| 27. Dezember 2024 – 2. Januar 2025 1 Woche (insgesamt 7) \| 7 \| Michael Bublé \| Christmas \| – \| \| 3. Januar 2025 – 9. Januar 2025 1 Woche (insgesamt 20) \| 20 \| Sabrina Carpenter \| Short n’ Sweet \| – \| \| 10. Januar 2025 – 16. Januar 2025 1 Woche (insgesamt 14) \| 14 \| Noah Kahan \| Stick Season \| – \| \| 17. Januar 2025 – 23. Januar 2025 1 Woche \| 1 \| Travy \| Spooky \| – \| \| 24. Januar 2025 – 30. Januar 2025 1 Woche \| 1 \| Robbie Williams \| Better Man (Original Motion Picture Soundtrack) \| – \| \| 31. Januar 2025 – 6. Februar 2025 1 Woche \| 1 \| Central Cee \| Can’t Rush Greatness \| – \| \| 7. Februar 2025 – 13. Februar 2025 1 Woche \| 1 \| The Weeknd \| Hurry Up Tomorrow \| – \| \| 14. Februar 2025 – 20. Februar 2025 1 Woche \| 1 \| Inhaler \| Open Wide \| – \| \| 21. Februar 2025 – 27. Februar 2025 1 Woche (insgesamt 20) \| 20 \| Sabrina Carpenter \| Short n’ Sweet \| – \| \| 28. Februar 2025 – 6. März 2025 1 Woche (insgesamt 2) \| 2 \| Tate McRae \| So Close to What \| – \| \| 7. März 2025 – 13. März 2025 1 Woche (insgesamt 20) \| 20 \| Sabrina Carpenter \| Short n’ Sweet \| – \| \| 14. März 2025 – 20. März 2025 1 Woche \| 1 \| Lady Gaga \| Mayhem \| – \| \| 21. März 2025 – 3. April 2025 2 Wochen (insgesamt 20) \| 20 \| Sabrina Carpenter \| Short n’ Sweet \| – \| \| 4. April 2025 – 10. April 2025 1 Woche (insgesamt 2) \| 2 \| Ariana Grande \| Eternal Sunshine \| – \| \| 11. April 2025 – 15. Mai 2025 5 Wochen (insgesamt 20) \| 20 \| Sabrina Carpenter \| Short n’ Sweet \| – \| \| 16. Mai 2025 – 22. Mai 2025 1 Woche \| 1 \| Moncrieff \| Maybe It’s Fine \| – \| \| 23. Mai 2025 – 29. Mai 2025 1 Woche (insgesamt 2) \| 2 \| Tate McRae \| So Close to What \| – \| \| 30. Mai 2025 – 19. Juni 2025 3 Wochen (insgesamt 4) \| 4 \| Amble \| Reverie \| – \| \| 20. Juni 2025 – 26. Juni 2025 1 Woche (insgesamt 2) \| 2 \| Charli xcx \| Brat \| – \| \| 27. Juni 2025 – 3. Juli 2025 1 Woche \| 1 \| Zach Bryan \| American Heartbreak \| – \| \| 4. Juli 2025 – 10. Juli 2025 1 Woche (insgesamt 14) \| 14 \| Noah Kahan \| Stick Season \| – \| \| 11. Juli 2025 – 24. Juli 2025 2 Wochen (insgesamt 3) \| 3 \| Oasis \| Time Flies … 1994–2009 \| – \| \| 25. Juli 2025 – 31. Juli 2025 1 Woche \| 1 \| Alex Warren \| You’ll Be Alright Kid (Chapter 1) \| – \| \| 1. August 2025 – 7. August 2025 1 Woche (insgesamt 4) \| 4 \| Amble \| Reverie \| – \| \| 8. August 2025 – 14. August 2025 1 Woche \| 1 \| Cian Ducrot \| Little Dreaming \| – \| \| 15. August 2025 – 21. August 2025 1 Woche (insgesamt 3) \| 3 \| Oasis \| Time Flies … 1994–2009 \| – \| |                                      |                                      |                                                 |                           |
| ← 2024 |                                      |                                      |                                                 |                           |
| Zeitraum | Wo. ges.                             | Interpret                            | Titel                                           | Zusätzliche Informationen |
| (Zeitraum, Wochen auf Platz eins, Interpret, Titel, zusätzliche Informationen) |                                      |                                      |                                                 |                           |
| 27. Dezember 2024 – 2. Januar 2025 1 Woche (insgesamt 7) | 7                                    | Michael Bublé                        | Christmas                                       | –                         |
| 3. Januar 2025 – 9. Januar 2025 1 Woche (insgesamt 20) | 20                                   | Sabrina Carpenter                    | Short n’ Sweet                                  | –                         |
| 10. Januar 2025 – 16. Januar 2025 1 Woche (insgesamt 14) | 14                                   | Noah Kahan                           | Stick Season                                    | –                         |
| 17. Januar 2025 – 23. Januar 2025 1 Woche | 1                                    | Travy                                | Spooky                                          | –                         |
| 24. Januar 2025 – 30. Januar 2025 1 Woche | 1                                    | Robbie Williams                      | Better Man (Original Motion Picture Soundtrack) | –                         |
| 31. Januar 2025 – 6. Februar 2025 1 Woche | 1                                    | Central Cee                          | Can’t Rush Greatness                            | –                         |
| 7. Februar 2025 – 13. Februar 2025 1 Woche | 1                                    | The Weeknd                           | Hurry Up Tomorrow                               | –                         |
| 14. Februar 2025 – 20. Februar 2025 1 Woche | 1                                    | Inhaler                              | Open Wide                                       | –                         |
| 21. Februar 2025 – 27. Februar 2025 1 Woche (insgesamt 20) | 20                                   | Sabrina Carpenter                    | Short n’ Sweet                                  | –                         |
| 28. Februar 2025 – 6. März 2025 1 Woche (insgesamt 2) | 2                                    | Tate McRae                           | So Close to What                                | –                         |
| 7. März 2025 – 13. März 2025 1 Woche (insgesamt 20) | 20                                   | Sabrina Carpenter                    | Short n’ Sweet                                  | –                         |
| 14. März 2025 – 20. März 2025 1 Woche | 1                                    | Lady Gaga                            | Mayhem                                          | –                         |
| 21. März 2025 – 3. April 2025 2 Wochen (insgesamt 20) | 20                                   | Sabrina Carpenter                    | Short n’ Sweet                                  | –                         |
| 4. April 2025 – 10. April 2025 1 Woche (insgesamt 2) | 2                                    | Ariana Grande                        | Eternal Sunshine                                | –                         |
| 11. April 2025 – 15. Mai 2025 5 Wochen (insgesamt 20) | 20                                   | Sabrina Carpenter                    | Short n’ Sweet                                  | –                         |
| 16. Mai 2025 – 22. Mai 2025 1 Woche | 1                                    | Moncrieff                            | Maybe It’s Fine                                 | –                         |
| 23. Mai 2025 – 29. Mai 2025 1 Woche (insgesamt 2) | 2                                    | Tate McRae                           | So Close to What                                | –                         |
| 30. Mai 2025 – 19. Juni 2025 3 Wochen (insgesamt 4) | 4                                    | Amble                                | Reverie                                         | –                         |
| 20. Juni 2025 – 26. Juni 2025 1 Woche (insgesamt 2) | 2                                    | Charli xcx                           | Brat                                            | –                         |
| 27. Juni 2025 – 3. Juli 2025 1 Woche | 1                                    | Zach Bryan                           | American Heartbreak                             | –                         |
| 4. Juli 2025 – 10. Juli 2025 1 Woche (insgesamt 14) | 14                                   | Noah Kahan                           | Stick Season                                    | –                         |
| 11. Juli 2025 – 24. Juli 2025 2 Wochen (insgesamt 3) | 3                                    | Oasis                                | Time Flies … 1994–2009                          | –                         |
| 25. Juli 2025 – 31. Juli 2025 1 Woche | 1                                    | Alex Warren                          | You’ll Be Alright Kid (Chapter 1)               | –                         |
| 1. August 2025 – 7. August 2025 1 Woche (insgesamt 4) | 4                                    | Amble                                | Reverie                                         | –                         |
| 8. August 2025 – 14. August 2025 1 Woche | 1                                    | Cian Ducrot                          | Little Dreaming                                 | –                         |
| 15. August 2025 – 21. August 2025 1 Woche (insgesamt 3) | 3                                    | Oasis                                | Time Flies … 1994–2009                          | –                         |